# Île Gibbs
Pour les articles homonymes, voir Gibbs.
L'île Gibbs est une île de l'Antarctique appartenant aux îles Shetland du Sud.